# Phyllanthus gjellerupi
Phyllanthus gjellerupi är en emblikaväxtart som beskrevs av Johannes Jacobus Smith. Phyllanthus gjellerupi ingår i släktet Phyllanthus och familjen emblikaväxter. Inga underarter finns listade i Catalogue of Life.